# Miklós Bercsényi
Miklós Bercsényi (... – Tekirdağ, 1725) è stato un militare e patriota ungherese.

## Biografia
Nato da un'antica e prestigiosa famiglia nobile, Bercsényi studiò all'università di Nagyszombat e poi divenne membro della corte del palatino, il più potente ufficiale del regno ungherese. Nel 1686 combatté con distinzione nell'assedio di Buda, che segnò la fine del dominio turco in Ungheria, e fu promosso colonnello. Successivamente gli fu dato il comando delle fortezze di confine intorno a Szeged. Nel 1687 fu nominato conte e nominato ciambellano e consigliere del re.
Nel 1696 Bercsényi incontrò Rákóczi e da allora in poi fu il suo partner militare e l'amico più fedele. Quando Rákóczi fu arrestato per essersi ribellato a Leopoldo, il re degli Asburgo, Bercsényi fuggì in Polonia e preparò la rivolta contro gli Asburgo. Nel 1703 tornò con le truppe polacche per sostenere la lotta per l'indipendenza. Fu incaricato delle operazioni militari della rivolta e fu nominato vice di Rákóczi nel 1707. Bercsényi negoziò anche un'alleanza con lo zar russo Pietro I a Varsavia, anche se troppo tardi per impedire lo schiacciamento della rivolta. Su invito del sultano ottomano, Bercsényi si unì all'esercito del gran visir turco nel 1717, ma le truppe che attaccavano il territorio ungherese a Orsova (sul Danubio inferiore) furono respinte dall'esercito imperiale. Ha poi condiviso l'esilio di Rákóczi a Tekirdağ, Turchia, dove morì nel 1725. Le sue ceneri furono riportate in Ungheria con quelle di Rákóczi e collocate nella cattedrale di Kassa (oggi Košice, Slovacchia).